# Veckefjärden
Die Veckefjärden ist ein See in der schwedischen Gemeinde Örnsköldsvik.

## Geographie
Die Veckefjärden ist die letzte der drei Fjärden im Unterlauf des Moälven, bevor dieser durch Domsjö zu seiner Mündung in die Örnsköldsviksfjärden fließt. An der Själevadsfjärden liegt die Solängets travbana, eine Trabrennbahn und der Väckefjärdens GC ein Golfclub. Am unteren Ende der Veckefjärden liegt der Veckedammen, dahinter fließt der Moälven an den Domsjö Fabriker vorbei, bevor er in die Örnsköldsviksfjärden und damit in den Bottnischen Meerbusen mündet.